# SMART
Метод SMART — подход к постановке целей, который помогает выбрать формулировку желаемого результата, дает чувство направления и помогает организовать и достичь целей.
Подход используется в менеджменте и проектном управлении для определения целей и постановки задач. Альтернативным подходом является Модель GROW.

## Этапы
Доран в 1981 году сформулировал свой вариант расшифровки акронима SMART так: Specific (конкретный), Measurable (измеримый), Achievable (достижимый), Realistic (реалистичный), Time related (связанный со временем). Версия Мейера выглядит иначе: Specific (конкретный), Measurable (измеримый), Attainable (достижимый), Realistic (реалистичный), Tangible (осязаемый). Наиболее распространённый вариант: Specific, Measurable, Achievable, Relevant и Time-bound.

### Specific, конкретный
Цель должна быть сформулирована четко и конкретно, иначе вы не сможете сосредоточить свои усилия или почувствовать себя по-настоящему мотивированным для ее достижения. Цель должна задавать направление работы.
- Чего я хочу достигнуть?
- Почему эта цель для меня важна?
- Кто участвует?
- Где это находится?
- Какие ресурсы или ограничения задействованы?

Пример: увеличить чистую прибыль собственного предприятия.

### Measurable, измеримый
Важно иметь измеримые цели, чтобы вы могли отслеживать свой прогресс и оставаться мотивированным. Необходимо установить конкретные критерии для измерения процесса выполнения цели, это помогает вам оставаться сосредоточенным, укладываться в сроки и чувствовать волнение от приближения к достижению своей цели.
- Как понять, что цель достигнута?
- Чтобы достигнуть цели необходимо работать над чем?

Пример: пробежать 1 км за 5 минут.

### Achievable, достижимый
Цель также должна быть реалистичной и достижимой, так как реалистичность выполнения задачи влияет на мотивацию. Достижимость цели определяется на основе опыта, ресурсов и ограничений. Если цель кажется недостижимой, ее выполнение стремится к нулю, лучше поставить промежуточную/доступную вам цель. Если цель поставлена и вы её откладываете — нужно ставить цель проще.
- Делали ли это раньше другие?
- Как я могу достичь этой цели?
- Способны ли вы посвятить себя достижению цели?
- Достаточно ли у меня опыта, времени, ресурсов и возможностей для достижения цели?
- Что может помешать или не хватать достижению результата?

Пример: увеличить прибыль собственного предприятия на 25% за счёт снижения себестоимости продукции, автоматизации ресурсоёмких операций и сокращения штата занятых на исполнении автоматизируемых операций сотрудников на 80% от текущего количества.

### Relevant, значимый
Действительно ли ваша цель важна для вас (требуется анализ вопроса «почему я этого хочу?»)? Согласуется ли с другими соответствующими целями в том смысле, что цель может быть реально достигнута с учетом имеющихся ресурсов и времени. Если цель сложная или вы не уверены, что хотите её преследовать, поставьте промежуточную цель для эксперимента. Пройти часть пути — есть ли охота дальше стремиться к ней?
- Что произойдет, если цель не будет достигнута?
- Способны ли вы посвятить себя достижению цели?

Значимая цель отвечает «да» на следующие вопросы:
- Сейчас подходящее время?
- Стоит ли это того, учитывая время и ресурсы?
- Соответствует ли это другим вашим усилиям/потребностям?
- Подхожу ли я для достижения этой цели?
- Применима ли она в нынешних социально-экономических условиях?

Пример: сокращение штата занятых на исполнении автоматизируемых операций сотрудников на 80% не требует увольнения сотрудников; вместо экономии на сотрудниках, им можно предложить другие должности, где они смогут поднять выручку.

### Time-bound, ограниченный во времени
Цель должна быть ограничена по выполнению во времени, а значит должен быть определен финальный срок, превышение которого говорит о невыполнении цели. Установление временных рамок и границ для выполнения цели позволяет сделать процесс управления контролируемым. При этом временные рамки должны быть определены с учетом возможности достижения цели в установленные сроки. Если цель не ограничена во времени, не будет ощущения срочности и, следовательно, выполнение цели растянется надолго.
- Когда будет финальный срок достижения цели?

Пример: к окончанию второго квартала следующего года увеличить прибыль собственного предприятия на 25 % за счет снижения себестоимости продукции, автоматизации ресурсоемких операций и сокращения штата занятых на исполнении автоматизируемых операций сотрудников на 80 % от текущего количества.
Когда вы используете SMART, вы можете создавать чёткие, достижимые и значимые цели, а также развивать мотивацию, план действий и поддержку, необходимые для их достижения.

## История
С 1940-х годов инженеры и учёные начали дискуссию об измеримых целях (ещё не задачах).
Появляются публикации, которые предлагают свои аббревиатуры. В 1965 году управление проектами путём постановки отдельных задач конкретным лицам обсуждалось в литературе, например, в статье Raia A. P. Goal settings and self-control / Journal of Management Studies. — 1965, Feb. — Vol. 2. — Issue 1. — P. 34-53 перечислены:
- Authorised to complete the goal ([конкретный человек] уполномочен или назначен для достижения цели);
- Realistic and challenging (реалистичные и сложные [цели]);
- Tied to a completion date (привязаны к дате завершения).

В ноябре 1981 в журнале «Management Review» Джордж Доран в статье «There’s a S.M.A.R.T. way to write management’s goals and objectives» обсуждал важность целей и сложность их постановки при выполнении сложных проектов. Там же он изложил свою схему для комплексной постановки задач.
В 1988 году Бланчард и Херси включили в пятое издание своей книги «Management of Organizational Behavior» (Hersey & Blanchard, 1988, p. 377–382) аббревиатуру SMART с комментарием, что изложенная ими методика основана на их более ранних, с 1981 года, работах.

### Дополнительные критерии
Некоторые авторы дополняют аббревиатуру несколькими буквами, тем самым расширяя критерии. Ниже указаны примеры.
- SMARTER:
  - Evaluated and Reviewed[4]
  - Evaluate consistently and Recognize mastery[5]
  - Exciting and Recorded[6]
  - Exciting and Reachable — цель должна волновать, например, спортсмена и заставлять его «достичь» её, расширяя его возможности.
- SMARTTA — Trackable and Agreed[7]
- SMARRT — Realistic and Relevant — реалистичность говорит о придержанности имеющимся ресурсам, и соответственно общей цели, ви́дению или миссии[8]
- I-SMART — социальная цель, с демонстрационным «воздействием» (англ. Impact)[9].

### Альтернативные аббревиатуры
- CLEAR[10][11]
  - Collaborative — совместно
  - Limited — ограничено
  - Emotional — эмоционально
  - Appreciable — оценимо
  - Refinable — переиспользуемо
- PURE[11]
  - Positively stated — Положительное заявление
  - Understood — ясно (понятно)
  - Relevant — соответствующе
  - Ethical — этично
- CPQQRT[12][13][14]
  - Context — контекст
  - Purpose — предназначение
  - Quantity — количественность
  - Quality — качественность
  - Resources — ресурсы
  - Timing — Время (временные рамки)